# Adriano Fabiano Rossato
Adriano Fabiano Rossato (Vila Velha, 27 de agosto de 1977) es un exfutbolista brasileño. 
Su primer equipo fue el Marilia AC es un lateral o volante zurdo de muy buena pegada a balón parado. Buenas dotes ofensivas y velocidad por el carril izquierdo. Ha Jugado en Primera División con la Real Sociedad y el Málaga CF, en su estreno con los donostiarras anotó un gol de falta directa ante el Sevilla FC en el estadio Sánchez Pizjuán. Actualmente está retirado después de haber dejado Comercial FC

## Clubes

### Juvenil
| Club                          | País   | Año  |
| ----------------------------- | ------ | ---- |
| Botafogo de Futebol e Regatas | Brasil | 1998 |

### Profesional
| Club                                    | País                | Año       | PJ | Goles |
| --------------------------------------- | ------------------- | --------- | -- | ----- |
| Criciúma Esporte Clube                  | Bandera de Brasil   | 1999      |    |       |
| Associação Atlética Portuguesa (RJ)     | Bandera de Brasil   | 2000      |    |       |
| União Agrícola Barbarense Futebol Clube | Bandera de Brasil   | 2001      |    |       |
| Marilia AC                              | Bandera de Brasil   | 2002      |    |       |
| CD Nacional                             | Bandera de Portugal | 2002-2004 | 64 | 17    |
| FC Porto                                | Bandera de Portugal | 2004      | 0  | 0     |
| Real Sociedad                           | Bandera de España   | 2004-2005 | 24 | 1     |
| Sporting Braga (Cedido)                 | Bandera de Portugal | 2005-2006 | 19 | 0     |
| Real Sociedad                           | Bandera de España   | 2006      | 0  | 0     |
| U. D. Leiria (Cedido)                   | Bandera de Portugal | 2007      | 11 | 0     |
| Málaga CF                               | Bandera de España   | 2007-2009 | 37 | 2     |
| UD Salamanca                            | Bandera de España   | 2009-2010 | 31 | 3     |
| Comercial FC                            | Bandera de Brasil   | 2011-2013 |    |       |

- Datos: Q2825080